# Ameridion malkini
Ameridion malkini är en spindelart som först beskrevs av Claude Lévi 1959.  Ameridion malkini ingår i släktet Ameridion och familjen klotspindlar. Inga underarter finns listade i Catalogue of Life.